# Triuris
Triuris Miers – rodzaj wieloletnich, myko-heterotroficznych roślin bezzieleniowych z rodziny tryurydowatych, obejmujący cztery gatunki, występujące w Ameryce, od południowo-wschodniego Meksyku do północnej Brazylii.

## Morfologia
PokrójNiewielkie rośliny bezzieleniowe, o pędach pokrytych hialiną.
ŁodygaKrótkie podziemne kłącze. Pęd naziemny spłaszczony, z 0–2 zredukowanymi, łuskowatymi liśćmi.
KwiatyRośliny dwupienne. Kwiaty zebrane w grono. Okwiat pojedynczy, trójlistkowy. Listki równej wielkości, nagie, zakończone kończykiem. Kwiaty męskie z 3 czterosporangiowymi lub 6 dwusporangiowymi, siedzącymi pręcikami. Kwiaty żeńskie z licznymi, nagimi owocolistkami. Szyjka słupka niemal koniuszkowe.
OwoceNiełupki.

## Systematyka
Pozycja systematyczna według Angiosperm Phylogeny Website (aktualizowany system APG IV z 2016)Należy do rodziny tryurydowatych (Triuridaceae), w rzędzie pandanowców (Pandanales)  zaliczanych do jednoliściennych (monocots).
Gatunki
- Triuris alata Brade
- Triuris brevistylis Donn.Sm.
- Triuris hexophthalma Maas
- Triuris hyalina Miers